# Chebaita Mokhtar
Chebaita Mokhtar est une commune de la daïra de Dréan, située dans la wilaya d'El Tarf en Algérie.